# موتورهای چاه زیارت شیخ مختار سرگریج
موتورهای چاه زیارت شیخ مختار سرگریج یک منطقهٔ مسکونی در ایران است که در دهستان مهروئیه واقع شده‌است.